# Ryszard Kamiński (ekonomista)
Ryszard Seweryn Kamiński (ur. 8 stycznia 1958) – polski ekonomista, doktor habilitowany nauk ekonomicznych, specjalista w zakresie zarządzania, profesor nadzwyczajny Uniwersytetu im. Adama Mickiewicza w Poznaniu.

## Życiorys
W 1987 otrzymał stopień doktorski na podstawie pracy pt. Możliwości absorpcji innowacji technicznych przez metalowy przemysł drobny. Habilitował się w 2004 na podstawie oceny dorobku naukowego i rozprawy pt. Polityka bilansowa a ocena działalności przedsiębiorstwa. Pracuje jako profesor nadzwyczajny w Katedrze Nauk Ekonomicznych (kierownik Zakładu Zarządzania) na Wydziale Prawa i Administracji UAM. Od 2012 pełni funkcję prezesa zarządu oddziału poznańskiego Polskiego Towarzystwa Ekonomicznego.

## Wybrane publikacje
- Enterpise Financial Reporting and the Demands of the Present Times, Saarbrucken 2015, ss. 180, ISBN 978-3-659-67875-2
- Wybrane problemy współczesnego rynku pracy (red. nauk.), Poznań 2014, ISBN 978-83-940850-0-1, ss. 178
- Polityka bilansowa w kształtowaniu wartości księgowej przedsiębiorstwa, Poznań 2001, ss. 214, ISBN 83-232-1168-X
- Polityka bilansowa a ocena działalności przedsiębiorstwa, Poznań 2003, ss.  217, ISBN 83-87148-42-3
- Rachunkowość majątku i kapitałów przedsiębiorstwa. Problemy wybrane, Poznań 2005, ss. 159, ISBN 83-87148-65-2
- Polityka przedsiębiorstw w zakresie sprawozdawczości finansowej (wraz z Łukaszem Owczarkiem), Poznań 2008, ss. 173
- ponadto rozdziały w pracach zbiorowych oraz artykuły publikowane w czasopismach prawniczych, m.in. w „Ruchu Prawniczym, Ekonomicznym i Socjologicznym”[2]